# Albert Fuller Ellis
Pour les articles homonymes, voir Albert Ellis (homonymie), Fuller et Ellis.
Sir Albert Fuller Ellis (28 août 1869 - 11 juillet 1951) était un analyste et un prospecteur australien. Employé par la Pacific Island Company, il est connu pour avoir découvert  les immenses réserves de phosphate que recelaient Nauru et Banaba, deux îles du Pacifique occidental.

## Biographie
Ellis est né à Roma dans le Queensland puis sa famille s'installa à Auckland en Nouvelle-Zélande où il poursuivit ses études, à la suite de quoi il fut embauché par la firme John T. Arundell and Co en tant qu'analyste et prospecteur. La compagnie, basée à Londres, travaillait dans le secteur perlier mais aussi du coprah et du phosphate. Alors qu'il travaillait dans les bureaux de la compagnie à Sydney en 1896, il remarqua un objet servant de bloque-porte ramené de Nauru et qui était pris pour du bois pétrifié. Ses analyses révélèrent qu'il s'agissait en fait d'un bloc de phosphate très pur.
L'extraction commença trois mois après sur Ocean Island qui était sous domination britannique. Elle prit plus de temps à démarrer sur Nauru qui faisait partie de l'empire colonial allemand et dont les droits d'exploitation appartenaient à la Jaluit Gesellschaft, néanmoins un accord fut trouvé et l'exploitation commença en 1906. À la suite de la Première Guerre mondiale et à la mise en place des mandats néo-zélandais, australien et britannique et au remplacement de la Pacific Phosphate Company par la British Phosphate Commission regroupant les intérêts des trois parties, Ellis fut désigné comme représentant de la Nouvelle-Zélande au sein du groupe.
En 1928, il a été élevé à la dignité de Knight Bachelor. Il a écrit un livre consacré à l'histoire des îles à phosphate du Pacifique, à leur découverte et à leur exploitation, Ocean Island and Nauru-their Story publié en 1935 en Australie.

## Œuvres
- (en) Albert Fuller Ellis, Ocean Island and Nauru; Their Story, Sydney, Australie, Angus and Robertson, limited, 1935 (OCLC 3444055)